# 베로스크로노스 쓰노
베로스크로노스 쓰노(ヴェロスクロノス都農 都農)는 일본 미야자키현 고유군 쓰노시에 연고를 두고 있는 축구단이다. 현재 일본 지역 리그의 일부인 규슈 축구 리그에 소속되어 있다.

## 역대 감독
| 감독          | 임기        |
| ------------- | ----------- |
| 요나시로 조지 | 2017 ~ 2019 |